# François-Thomas-Marie de Baculard d’Arnaud
François-Thomas-Marie de Baculard d’Arnaud [ejtsd: bakülár dárnó] (Párizs, 1718. szeptember 15. – 1805. november 8.) francia költő, író, drámaíró.

## Életútja
Ifjú korában írt versei elnyerték Voltaire tetszését. II. Frigyes porosz király kinevezte irodalmi levelezőjének és később Berlinbe hívta az akadémiába. Költeményeiben a királyt Ovidiusnak nevezte és Voltaire utódjának tartotta. Emiatt Voltaire gúnyverseket írt Baculard d’Arnaud-ról. Párizsba visszatérte után a rémuralom alatt börtönbe vetették, s nyomorúságban halt meg. Komor hangulatú regényeket és szomorújátékokat írt. Csupán Le comte de Comminger-je került színre.

## Művei
- Költeményei, Poésies, 1751-ben jelentek meg 3 kötetben.

### Magyar fordításban
- Eufemia, vagy a vallás győzedelme. Szomorú darab, mely frantziából fordíttatott. (Pozsony, 1783. Nyom. Landerer Mihály)
- A szerentsétlen szerelmesek. Avagy G. Comens. Szomoru darab, mellyet irt d' Arnod. Frantziából ford. báró Nalátzi József (Kolosvárott és Szebenben 1793. Nyom. Hochmeister Márton)
- Érzékeny mesék. Fordította frantziából Harsányi Sámuel (Sopronyban 1794. Szisz Klára bet.)